# 日中戦争
日中戦争（にっちゅうせんそう、中国名：中国抗日战争、第二次中日战争）は、盧溝橋事件により発生した、1937年（昭和12年）7月7日から1945年（昭和20年）8月15日まで、大日本帝国と蔣介石率いる中華民国国民政府の間で行われた戦争である。支那事変（しなじへん）、日華事変（にっかじへん）、日支事変（にっしじへん）とも呼ばれる。

## 呼称
日本側では、紛争が勃発した当初は北支事変（ほくしじへん）と称し、戦線が拡大していくと、日華事変（にっかじへん）や日支事変（にっしじへん）と呼ぶようになった。
日本政府は、1937年（昭和12年）9月の第1次近衛内閣（近衛文麿首相）の閣議決定で支那事変を正式の呼称とした。
戦争でなく事変と称されたのは、盧溝橋事件後に本格的な戦闘が行われても、1941年（昭和16年）12月に第二次世界大戦（大東亜戦争/太平洋戦争）が日英米蘭との間で勃発するまで、両国は宣戦布告を行わなかったからである。その理由として、日中両国がアメリカの中立法の発動による経済制裁を回避したかったことが挙げられる。
日本側は事態の早期収拾も狙っており、また、戦争ともなれば天皇の許可（勅許）が必要になるからであった。一方中国側は、国内での近代兵器の量産体制が整わないままであることから、開戦により軍需物資の輸入に問題が生ずる懸念があったことに加え、軍閥や毛沢東率いる中国共産党との内戦（国共内戦）の行方も不透明であったことから、中国国民党の蒋介石は「安内攘外（あんないじょうがい）」政策をとり、国内の統一（中国共産党との決着）を優先すべき問題と捉えていた。
第二次世界大戦（大東亜戦争/太平洋戦争）が開戦すると、蔣介石の重慶政府が英米蘭とともに日本に宣戦布告し、事変が戦争にエスカレートしたことを受け、日本側の東條内閣は10日の閣議で「今次ノ対米英戦争及今後情勢ノ推移ニ伴ヒ生起スルコトアルヘキ戦争ハ支那事変ヲモ含メ大東亜戦争ト呼称ス」ことを決定した。

## 時期区分
日中戦争（支那事変）の期間の一般的な見解は1937年（昭和12年） - 1945年（昭和20年）までであるが、日本では歴史認識の違いによって「先の大戦」の呼称（大東亜戦争、十五年戦争、アジア・太平洋戦争など）が分かれており、日中戦争（支那事変）の位置づけには様々な解釈がある。臼井勝美は、「前史: 塘沽協定から盧溝橋事件まで、1933年6月 - 1937年7月」、「第一期： 盧溝橋事件から太平洋戦争勃発まで、1937年7月 - 1941年12月）」、「第二期： 太平洋戦争から敗北まで、1941年12月 - 1945年8月」の三期に区分している。小林英夫は、「前史 満洲事変から盧溝橋事件勃発前まで」、「第一期 盧溝橋事件から武漢作戦まで」、「第二期 武漢作戦から太平洋戦争勃発まで」、「第三期 太平洋戦争勃発から終戦まで」の四期に区分している。
中華人民共和国政府・中国共産党の公式な見解は、1935年の抗日人民宣言から始まり、1937年の盧溝橋事件（七七事変）からとされていたが、2017年1月中国教育省は中国の教科書で使われている「日本の侵略に対する中国人民の8年間の抗戦」という表現を、日中戦争（支那事変）の始まりを1931年の「柳条湖事件」まで6年遡らせて「14年間の抗戦」に改めると発表した。

## 前史

### 「安内攘外」と「和協外交」
1931年（昭和6年）9月18日の柳条湖事件に端を発する満洲事変は、1932年（昭和7年）3月1日の満洲国の樹立を経て、熱河作戦終結時の1933年（昭和8年）5月31日に締結された塘沽協定により一応終結した。同協定で、長城線以南に非武装地帯が設定され、大日本帝国は北支五省の独立自治運動の拠点を獲得し、満洲国は中華民国により黙認された。国民党は、汪兆銘の両国の関係改善の希望もあり、先ず共産党に対する囲剿戦に全力を傾け、国内を統一してから日本と戦う「安内攘外」を基本方針に採用した。広田弘毅外相は「和協外交」を提唱し、排日・排日貨運動も沈静化し、両国は公使館を大使館に昇格させた。

### 北支自治運動―華北分離工作
支那駐屯軍や関東軍など日本現地軍は、1935年（昭和10年）5月2日深夜の天津日本租界事件を契機に、河北省と察哈爾省から国民党の排除を図り、6月、所謂梅津・何応欽協定を締結し、藍衣社の北支からの撤退、河北省主席于学忠の罷免などを実現させた。国民政府は、「邦交敦睦令」を発し排日行為を禁止した。その後、現地日本軍は、二十九軍が日本人を拘禁した張北事件などを理由に、土肥原・秦徳純協定を締結し、察哈爾省東北部の二十九軍を河北省に移駐させることを了承させた。そして、旧軍閥で二十九軍長宋哲元 を中心に北支五省に独立政権を樹立させ、国民政府から分離させるため「北支自治運動」を展開した。11月25日、非武装地帯に殷汝耕を委員長とする冀東防共自治委員会を設立させ、宋哲元を中心にして「北支自治政権」を設立させて殷汝耕を合流させる計画を立てた。しかし、国民政府は、宋哲元を冀察綏靖主任兼河北省主席に任命し、12月18日に冀察政務委員会を設置し、自治独立運動の阻止に一応成功した。このため、12月25日、日本現地軍は、冀東の冀察への合流を放棄して冀東防共自治政府を成立させた。

### 「内戦停止、一致抗戦」
1935年12月、中華民国では自治政権反対の一二・九運動を契機に「内戦停止、一致抗戦」の機運が拡大した。長征の途上にあった共産軍は、八・一宣言を出して「抗日救国」、「反蔣抗日」の統一戦線を呼び掛け、陝西省延安に根拠地建設を開始し、1936年（昭和11年）2月から3月、「抗日実践」を示すため、彭徳懐と林彪が指揮する共産軍2万が山西省に侵入した。共産軍は閻錫山の軍と蔣介石の増援により敗退し、周恩来と会談した張学良の説得により「反蔣抗日」から「逼蔣抗日」への転換を受け入れ、五・五通電を発し「停戰議和一致抗日」を訴えた。一方、4月18日、共産軍の侵攻を契機に廣田内閣（広田弘毅首相）は支那駐屯軍を増強した。

### 川越茂・張群会談
1936年（昭和11年）8月23日の成都事件と9月3日の北海事件を受け、大日本帝国外務省は、国民政府の対日態度の是正を要求し、9月8日から川越・張群会談が開始された。大日本帝国が防共協定の締結、日本人顧問の招聘などを要求し、国民政府が冀東防共自治政府の解消を要求したため、交渉は平行線を辿った。その後、9月19日に漢口、9月23日に上海で日本人が殺害され、11月上旬に内蒙古軍による綏遠事件も勃発し、12月3日に交渉は決裂した。12月12日の張学良らによる蔣介石監禁事件西安事件を経て、1937年（昭和12年）初頭には国共合作が事実上成立した。

### 林内閣の「対支実行策」
1937年（昭和12年）2月2日、大日本帝国で廣田内閣から林内閣（林銑十郎首相）へ交替すると、佐藤尚武外相は、対中優越観念の放棄や中華民国への軍事的威嚇方針をやめ、平和交渉に移るよう外交方針を変更し、陸軍参謀本部戦争指導課長石原莞爾は、「華北分離工作」など従来の帝国主義的な侵寇政策の放棄を唱えた。4月16日に外務、大蔵、陸軍、海軍大臣四相により決定された対支実行策（第三次北支処理要綱）では、北支分治や中国内政を乱す政治工作は行わないとされ、日中防共軍事同盟の項目も削除された。一方で、関東軍は、対中高圧政策、「対支一撃論」を変更しなかった。5月3日、中華民国は、イギリスに財政基盤強化のための借款供与を要請し、イギリスは、大日本帝国にも参加を要請した。1937年（昭和12年）5月31日、林内閣は総辞職し、6月に近衛文麿内閣（第1次）が成立した。7月5日、川越茂駐中国大使は政府にイギリスからの借款供与提案を受諾するよう上申し、電報は盧溝橋事件前日の7月6日に届いた。

## 北支事変
1937年（昭和12年）7月7日の盧溝橋事件から8月の第二次上海事変による全面戦争化までの猶予期間に起きた軍事衝突は北支事変と呼ばれた。

### 盧溝橋事件と北支事変
1937年（昭和12年）7月7日、当時北支に駐屯していた日本軍の北平（現：北京市）での夜間演習中に実弾が二度発射された。翌日午前5時30分、攻撃命令を受け、中国軍陣地に対し攻撃前進して行った。その後、中国国民党軍が衝突し、盧溝橋事件が勃発した。この日本軍が駐留していた豊台は、義和団の乱の事後処理を定めた北京議定書に定められた駐留可能地ではなく、法的根拠のない駐留だった。当時この地区の居留民保護のため駐留していた外国部隊は日本兵4,080、フランス兵1,839、米兵1,227、英兵999、イタリア兵384であり、日本人居留民は17,000人、米欧居留民は計10338人であった。
7月8日、蔣介石は日記に「倭寇の挑発に対して応戦すべき」と書き、7月9日に動員令を出し、四個師団と戦闘機を華北へ派遣した。7月19日までに北支周辺に30個師団、総兵力20万人を配備した。
7月11日、日中の現地軍同士で停戦協定が締結され（松井-秦徳純協定）、中華民国側は遺憾の意思を表明し、責任者を処分すること、盧溝橋付近には中国軍にかわって保安隊が駐留すること、事件は藍衣社、中国共産党など抗日団体が指導したとみられるため今後取り締る、という内容の停戦協定が締結された。事態収拾に向う動きが見えたことから内地師団の動員は一時見合わせとなった。
日本政府が不拡大方針と軍の増派を同時に決定
一方、同年7月11日午前の会議で第1次近衛内閣は関東軍独立混成第11旅団・独立混成第1旅団の二個旅団・朝鮮軍第20師団の北支派兵を発令、支那駐屯軍に編入される。近畿以西の全陸軍部隊の除隊延期も決定する。同日、重篤となった田代皖一郎支那駐屯軍司令官に代え、香月清司中将を新司令官に親補。また近衛内閣は現地解決、不拡大方針を閣議決定、さらに「北支派兵に関する政府声明」を発表し、事件を「北支事変」と名付け、今回の事件は中国側の計画的武力行使であり、大日本帝国はこれに対して自衛権を行使するために派兵（増員）するとした。7月13日に北平の大紅門で日本軍トラックが中国兵に爆破され日本兵4人が死亡する大紅門事件が発生。
国民政府の対日武力行使決定
中国共産党は7月15日に国共合作による全面抗戦を呼びかける。蔣介石も7月17日、廬山談話会において、中華民国は弱国であり戦争を求めてはならないが、やむをえない場合は徹底抗戦すると表明する。中華民国政府は7月19日、国民党の第29軍代表張自忠らが盧溝橋事件の停戦協定の細目実施を申し出、共産党の策動を徹底的に弾圧すること、排日職員を取り締ること、排日団体は撤去すること、排日運動、排日教育を取り締ることを日本に誓約する 一方で、盧溝橋事件に関する地域レベルでの決着は認めないと日本側に通告した。7月20日には中国軍第37師部隊は再び盧溝橋付近で日本軍に攻撃した。7月21日、蔣介石は南京戦争会議で「大日本帝国に対して武力行使を行う」という方針を採択した。7月23日、南京副幕僚長孫浜将軍が北京と保定の軍に対日戦闘を勧告した。
他方、7月22日から「中国当局は抗日雑誌等を禁止、藍衣社などを弾圧した」と日本政府に報告された。
日本軍の総攻撃
中国軍は北平・天津の電線切断作戦を展開した。
1937年7月25日、郎坊駅で電線を修理した日本軍兵士が休憩しているところに中国軍が襲撃した(郎坊事件)。日本軍は修理した電線で天津の本部と連絡をとり、翌7月26日、日本軍戦闘機が中国人陣地を爆撃し、同地を日本軍が占領。日本帝国軍は宋哲元将軍に、「北平城から中国29路軍37師を撤退させることで誠意を見せてほしい。もし要請に応じなければ、日本帝国軍は大日本帝国にとって適切な行動をとる」と最後通告を行ったが、中国側は応じなかった。
翌7月26日に広安門居留民保護に駆けつけた日本陸軍兵士が広安門で中国軍より銃撃を受ける(広安門事件)。
7月27日、日本軍（支那駐屯軍）は総攻撃の実施を決定した。第1次近衛内閣は内地師団動員を下令。第5師団・第6師団・第10師団の動員派兵を決定。同日午後11時、南京政府は日本側へ、北支当局と日本軍守備隊の協定に関する交渉を日本へ申し出た。総攻撃を前にして住民を逃すため香月軍司令官の要請を受けてJ.O.スタヂオの技術者として支渡していた菱刈隆文が北平上空から20万枚の布告ビラを撒いた。
7月28日午前5時、日本軍支那駐屯軍、北支で攻撃を開始。中国軍は5000余人が戦死、撃滅され、同日夜、北平にいた宋哲元、秦徳純などは脱出した。
通州事件
7月29日には、日本の同盟軍であった冀東防共自治政府保安隊（中国人部隊）が、抗日側に転じて、日本軍特務機関・日本人・朝鮮人居留民に対して虐殺を実施した通州事件が発生。同日同時刻に29路軍が天津の日本人租界を攻撃した。この通州事件は日本軍民に暴支膺懲の意識を強く植え付けることとなる。
日本軍の北平・天津占領とチャハル作戦
7月31日、日本軍（支那駐屯軍）、北平・天津地区を制圧。
日本軍は7月末には北平・天津地方を制圧後、8月には河北省保定以北の制圧を実行に移そうとしたが、河北省南部に集結しつつある中国軍と衝突する恐れがあったため準備期間が必要となり一時延期され、代わりに行われた作戦が8月9日より関東軍が察哈爾省（現在の内モンゴル自治区）とその周辺へ攻略を開始した（チャハル作戦。後に10月17日に包頭を占領し、日本の傀儡政権蒙古連盟自治政府を樹立し、張家口に駐蒙軍を置いた。

## 「日中全面戦争」

### 第二次上海事変
上海での中国側報復と日本軍増派
1937年8月9日、上海の非武装地帯で日本軍上海海軍特別陸戦隊の大山勇夫海軍中尉が、報復として中国保安隊に襲撃され殺害された。30発以上の銃撃を受け、顔を潰され、胴体に穴があくなどしていた（大山事件）。中国側は当時非武装地帯には保安隊の制服を着た中国正規軍を投入しており、また1932年の休戦協定を無視してライフル、機関銃、カノン砲などを秘密裏に持ち込んでいた。翌8月10日、日本の上海領事は国際委員会で中国の平和維持隊の撤退を要求し、外国人委員はこれに賛成し、O.K.ユイ（兪鴻鈞）中国市長も全力をあげて解決すると述べたが、翌8月11日、O.K.ユイ中国市長は「私は無力で何もできない」と日本側へ通告した。
8月12日、中国軍部隊が上海まで前進して上海日本人租界区域を包囲し、翌8月13日早朝には日本海軍陸戦隊へ攻撃をしかけた。午前9時20分、現地で包囲していた中国軍が機銃掃射攻撃を開始すると、日本軍陸戦隊は午後3時55分に応戦。中国軍はさらに午後5時頃爆破砲撃を開始した。
8月13日、第1次近衛内閣は閣議決定により上海への陸軍派遣を決定。また同8月13日にはイギリス、フランス、アメリカの総領事が日中両政府に日中両軍の撤退と多国籍軍による治安維持を伝えたが戦闘はすでに開始していた。
翌8月14日には中国空軍は日本の艦艇と上海租界への空爆を行った。日本軍艦の命中はなかったが、上海租界で外国人を含む千数百人の民間人死傷者が出た。
このような第二次上海事変の勃発により日中全面戦争に発展した。日本政府および軍部は上海への戦火波及はのぞんでいなかったとする見解もある。近衛内閣は8月15日、「もはや隠忍その限度に達し、支那軍の暴虐を膺懲し、南京政府の反省を促す」との声明を発表し、戦争目的は排日抗日運動の根絶と日本満洲支那三国の融和にあるとされ、上海派遣軍が編成された。一方、同8月15日に中華民国も全国総動員令を発し、大本営を設置して陸海空軍総司令に蔣介石が就任、戦時体制を確立し、さらに中国共産党も同8月15日に『抗日救国十大綱領』を発表し、中国全土での日中全面戦争となった。
その後、8月下旬、蔣介石は自軍が日本軍の前に敗走を重ねる原因を「日本軍に通じる漢奸」の存在によるものとして陳立夫を責任者として取締りの強化を指示し、「ソビエト連邦のゲーペーウー(GPU)による殺戮政治の如き」漢奸狩りを開始した。上海南市老西門広場では、毎日数十人が漢奸として処刑され、総数は4,000名に達し、中には政府官吏も300名以上含まれていた。罪状は井戸、茶壺や食糧に毒を混入するように買収されたということや毒を所持で、警察官によって裏切り者に対する警告のために処刑された者の首が晒しものとされた。戒厳令下であるため裁判は必要とされず、宣告を受けたものは直ちに公開処刑された。
渡洋爆撃
同8月15日、日本海軍は渡洋爆撃を開始。15日より16日にかけて、海軍航空隊の96式陸攻38機が、南昌・南京・広徳・杭州を台湾の新竹基地と長崎の大村基地からの渡洋爆撃を行った。15日より30日にかけて、同軍のべ147機が済州島・台北から出撃。広徳・南昌・南京などを空襲。未帰還機14機、大破13機。
8月17日、日本政府は従来の不拡大方針を放棄し、戦時体制の準備を講ずると閣議決定した。
8月18日、イギリスは日中双方に対して双方の軍の撤退と、租界の日本人保護は外国当局に委任してくれれば責任をもって遂行すると通告、フランスもこれを支持した。しかし日本政府はすでに戦闘が開始しているためこれを丁重に辞退した。
8月20日日本海軍、漢口爆撃。
8月21日、中ソ不可侵条約が締結され、5年間はソ連は日本と不可侵条約を締結せず、また中国は第三国と防共協定を締結しないという約束がなされ、まずは戦闘機50機の空輸が上申された。8月22日には西北地域の共産党軍（紅軍）を国民革命軍第8路軍に改編、総兵力は32000。
8月23日、日本陸軍が上海上陸開始。しかし中国軍の抵抗が激しく、一日100mほどしか前進できなかった。
南京駐在英国大使ヒュー・ナッチブル＝ヒューゲッセンが銃撃を受けて重症を負い、同行の大使館職員が日本海軍機の機銃掃射によるものであると主張したが、日本海軍が自軍による機銃掃射を否定したため、イギリスの対日感情が悪化し、約1か月後に解決した。
ニューヨーク・タイムズの1937年8月30日付記事では「北京での戦闘の責任については見解がわかれるかもしれないが、上海での戦闘に関する限り事実はひとつしかない。日本軍は戦闘拡大を望まず、事態悪化を防ぐためにできる限り全てのことをした。中国軍によって衝突へと無理矢理追い込まれてしまった」と報道した。
1937年8月31日に日本陸軍支那駐屯軍は廃止され、北支那方面軍・第1軍・第2軍へと編成される。
- - 9月2日 - 日本、北支事変を支那事変と改称。
  - 9月5日 - 日本海軍、中国大陸沿岸の封鎖を宣言。
  - 9月9日 - 山西省の陽高で、関東軍が中国人を虐殺する陽高事件が発生する。
  - 9月13日 - 国民政府、日本軍の行為を国際連盟に提訴。
  - 9月14日 - 日本軍（北支那方面軍）、北平・天津より南進を開始。保定攻略。
  - 9月15日-22日 - 日本海軍航空隊、広東方面攻撃[42]。22日までに中国空軍、全滅[要出典][注釈 10]。広東空襲に際し国民政府は赤と緑の明かりを点滅させて空爆の為の指示を出したとして、一週間で100人以上がスパイ容疑で処刑される（漢奸狩り）[47]。
  - 9月21日-22日 - 日本陸軍航空部隊、太原飛行場を爆撃。同21日には国際連盟の日中紛争諮問委員会が開催[42]。
- 9月22日、第二次国共合作が成立する[32]。
- 日本海軍航空隊は9月23日に南昌を、翌日の9月24日に漢口を爆撃する[42]。

国際連盟の日本空爆への非難決議
1937年9月28日 - 国際連盟の日中紛争諮問委員会、総会で日本軍による中国の都市への空爆に対する非難決議を満場一致で採択。8月15日から9月25日までの合計11次に及ぶ日本軍による「無差別攻撃」は同年4月26日のゲルニカ爆撃と並んで、世界航空戦史未曾有の大空襲だとされた。
他方、1937年10月、ローマ法王ピオ11世（在位:1922-39）は全世界のカトリック教徒に対して日本軍への協力を呼びかけ、「日本の行動は、侵略ではない。日本は中国（支那）を守ろうとしているのである。日本は共産主義を排除するために戦っている。共産主義が存在する限り、全世界のカトリック教会、信徒は、遠慮なく日本軍に協力せよ」と声明を出した（バチカン・シチー特電　昭和12年10月14日　発。『東京朝日新聞』夕刊、昭和12年10月16日）。。東京朝日新聞は「これこそは、わが国の対支那政策の根本を諒解するものであり、知己の言葉として、百万の援兵にも比すべきである。英米諸国における認識不足の反日論を相殺して、なお余りあるというべきである」と評価した
- 1937年10月2日 - 日本軍（北支那方面軍）、太原攻略開始（山西作戦）。ソ連は対日軍事的、経済的制裁の実行をアメリカに打診した。
  - 10月5日 - 国際連盟、諮問委員会で日本の軍事行動を九カ国条約・不戦条約違反とする決議採択（翌10月6日、総会でも決議）。同日、米国のフランクリン・ルーズベルト大統領、シカゴで侵略国を批判する「隔離」演説。
  - 10月10日 - 日本軍第1軍、石家荘占領。
  - 10月12日 - 中支の紅軍を新四軍に改編。
  - 10月17日、関東軍、包頭を占領（チャハル作戦終了）。10月26日、上海戦線でも難関の大場鎮の占領に成功[45]。

### 和平交渉決裂・南京占領
上海攻略後、日本は和平工作を開始し（トラウトマン工作）、1937年11月2日にヘルベルト・フォン・ディルクセン駐日ドイツ大使に内蒙古自治政府の樹立、華北に非武装中立地帯（冀東防共自治政府があった場所）、上海に非武装中立地帯を設置し、国際警察による共同管理、共同防共などを提示し、「直ちに和平が成立する場合は華北の全行政権は南京政府に委ねる」が記載されている和平条件は11月5日にオスカー・トラウトマン駐華ドイツ大使に示され、「戦争が継続すれば条件は加重される」と警告したにも関わらず蔣介石はこれを受理しなかった。蔣介石が受理しなかったのは11月3日から開かれていたブリュッセルでの九カ国条約会議で中国に有利な調停を期待していたためとされるが、九カ国条約会議は日本非難声明にとどまった。その後、トラウトマン大使は蔣介石へ「日本の条件は必ずしも過酷のものではない」と説得し、12月2日の軍事会議では「ただこれだけの条件であれば戦争する理由がない」という意見が多かったこともあり、蔣介石は日本案を受け入れる用意があるとトラウトマン大使に語り、これは12月7日に日本へ伝えられた。その後、日本は南京攻略の戦況を背景に要求を増やし、賠償や永久駐留や傀儡化を含む厳しい条件にした。結果、日中和平交渉は決裂した。
- 1937年11月5日 - 日本軍第10軍、杭州湾に上陸。
  - 11月7日 - 中支那方面軍編成。
  - 11月8日 - 日本軍（北支那方面軍）、太原占領。
  - 11月9日 - 蔣介石、上海から撤退命令。
  - 11月11日、日本軍、上海の最後の拠点南市を占領する[45]。同日、ソビエト連邦共産党書記長ヨシフ・スターリンは蔣介石に即時参戦の拒否を伝え、中国が不利になればソ連は日本と開戦すると述べた[43]。
  - 11月19日には中支那方面軍が蘇州攻略。
  - 11月20日 - 日本、大本営設置。同11月20日、国民政府（蔣介石）、南京より重慶移駐を決定[51]。
  - 11月21日、ソ連機が南京で対日戦に参加[43]。12月末までに南京のソ連義勇兵は3665人となった[43]。
  - 11月22日 - 日本、内蒙古に蒙疆連合委員会（中国語版）を樹立させる（後に蒙古連合自治政府）。
- 日本軍中支那方面軍、11月27日に無錫、11月29日、常州を攻略。11月28日、日本軍は上海の電信、無線局、中国政府機関を押さえた[30]。

南京戦
- 12月1日 - 大本営、中支那方面軍に南京攻略を許可（南京戦）。
- 12月1日 - 蔣介石からの参戦の催促に対してソ連のスターリン共産党書記長は、「日本の挑戦もなく参戦すると侵略行動とみなされ、国際世論で日本が有利になる」と返答し、単独参戦を拒否した[43]。
- 12月10日 - 日本軍（中支那方面軍）、南京攻撃開始。
- 12月12日 - 中華民国（国民党）軍南京防衛司令官の唐生智大将が南京から逃走。同日、パナイ号事件が起きるが、アメリカは日本側の謝罪と賠償を受け入れた。
- 12月13日 - 日本軍が南京を占領した[52]。国府軍捕虜、敗残兵、便衣兵、民間人の大量殺害や強姦を日本軍が行った南京事件が起きたが、事件について論争がある。
- 12月14日、日本、北京に中華民国臨時政府を樹立。
- 12月17日、中支那方面軍、南京入城式。12月18日、日本の陸海軍合同慰霊祭を南京故宮飛行場において挙行[53]。
- 12月23日、南京で自治委員会が設立、治安が回復する[54][55]。

華北
- 華北では12月23日、第十師団が黄河を渡り、12月27日には山東省済南を占領、翌1938年1月11日には山東省済寧を占領する[56]。
- 1938年1月1日、南京自治委員会の発会式が挙行される。
  - 1月10日 - 海軍陸戦隊が青島を占領[56]。
  - 1月11日 - 御前会議、「支那事変処理根本方針」を決定。
  - 1月16日、日本政府は「国民政府を対手とせず」の声明（第一次近衛声明）を出し、日中和平工作が打ち切られた[50]。
  - 2月7日 - 中ソ航空協定締結。3月1日、中ソ間で3000万米ドルの借款が締結された[43]。1937年9月から1941年6月までの間にソ連は中国に、飛行機924機（爆撃機318、戦闘機562ほか）、戦車82両、大砲1140門、機関銃9720丁、歩兵銃50000丁、弾薬1億8000万発、トラクター602両、自動車1516両であった[43]。
  - 2月14日 - 中支那方面軍・上海派遣軍・第10軍を廃止、中支那派遣軍が編成される[56]。
  - 3月28日 - 日本、南京に中華民国維新政府を樹立させる。
  - 4月1日 - 日本、国家総動員法公布。

### 徐州攻略
4月、中国広西軍は山東省台児荘で日本軍部隊5000兵力を包囲し、壊滅させ、中国の民衆は非常に喜んだ。日本軍は中国軍主力が徐州に集中していると判断し、1938年4月7日 - 大本営、北支那方面軍・中支那派遣軍に協力して徐州を攻略するよう（徐州会戦）下命した。5月10日、日本軍、廈門を占領。5月15日、中国軍は徐州を放棄し逃走したので中国軍兵力の殲滅には失敗することとなった。5月19日 - 日本軍（北支那方面軍・中支那派遣軍）、徐州占領。
- 5月20日 - 中国軍機2機が九州へ飛来してビラ散布。
- 5月26日 - 近衛内閣改造によって6月3日には中国戦線の板垣征四郎が陸軍大臣、次官に東条英機関東軍参謀長が起用され、中央政府に関東軍勢力が入った [56]。関東軍は華北分離をめざし、また蔣介石への不信を持っていたが、宇垣一成外務大臣は蔣介石を高く評価しており、対中観が対立していた [56]。宇垣一成外務大臣は香港の中村豊一領事に、国民党孔祥熙の秘書喬輔三との和平工作（宇垣工作）を6月から9月まで進行させた[56]。

### 漢口・広東攻略
1938年6月、蔣介石ら中国軍による黄河決壊事件により河南、江蘇省、安徽省の3000平方キロメートルの土地が水没し、民間人の被害は数十万人となった。日本は6月15日、御前会議で漢口・広東攻略を決定した。1938年7月4日、中支那派遣軍に第2軍、第11軍が編入され、武漢攻略作戦の態勢がとられた。7月11日〜8月10日の日ソ武力衝突張鼓峰事件が解決したのち、8月22日から日本軍、武漢三鎮を攻略開始する（武漢作戦）。10月12日、第2軍が信陽を占領。
広東攻略を命じられた第21軍(兵力7万)は1938年10月9日、台湾を出発、10月12日にバイアス湾上陸し、10月21日に広東を占領、日本軍の損失は戦死173、戦傷493だった。
- 10月27日 - 日本軍（中支那派遣軍）、武漢三鎮を占領。武漢作戦の兵力は35万、第2軍戦死2300、戦傷7300、第11軍戦死4506、戦傷17380人だった[58]。武漢と、広東の占領によって日本の軍事行動は頂点に達した[58]。武漢陥落によって蔣介石は重慶市に政府を移した[51]。

日本の東亜新秩序宣言
- 1938年11月3日 - 近衛首相は、国民政府はすでに一地方政府にすぎず、抗日政策を続けるならば壊滅するまで矛を納めないと述べたうえで、日本の目的は「東亜永遠の安定を確保すべき新秩序の建設に在り」、国民政府が抗日政策を放棄すれば新秩序参加を拒まないとの東亜新秩序声明（第二次近衛声明）を出した[58]。蔣介石は12月28日、「東亜新秩序」は中国の奴隷化と世界の分割支配を意図していると批判、アメリカ合衆国も承認できないと日本を批判した[58]。
  - 11月12日 - 中国軍により長沙大火が起され、人口50万の都市が潰滅。
  - 11月 - 援蔣ルート（ビルマルート）完成。
  - 11月20日、秘密協定「日華協議記録」が成立し、日本側からは影佐禎昭大佐、今井武夫中佐、中国側は高宗武、梅思平の間で調印された[59]。日華協議記録には、日華防共協定、満洲国の承認、日本軍の撤退などが内容であった[59]。
  - 11月30日、御前会議で日支新関係調整方針を決定[58]。

12月6日決定の「昭和十三年秋季以降対支処理方策」では占拠地拡大を企図せず、占拠した地域を安定確保の「治安地域」と、抗日殲滅地域の「作戦地域」に区分した。12月16日、中国政策のための国策会社興亜院が成立する。
汪兆銘の重慶脱出と日本の対応
12月18日には蔣介石との路線対立で汪兆銘が重慶を脱出し、昆明、ハノイに向かう。12月22日、近衛首相が近衛三原則を発表（第三次近衛声明）。日華協議記録と類似した内容であった。12月25日、汪兆銘は日本の講和条件は亡国的なものではないと駐英大使につたえる一方、蔣介石は12月26日に近衛声明を批判し、また汪兆銘のハノイ行きは療養目的と公表した。しかし、汪兆銘は12月30日の香港『南華日報』に、近衛声明にもとづき日本と和平交渉に入ると発表した。1939年1月1日、国民党は汪兆銘の党籍を永久に剥奪した。1939年3月21日に汪兆銘は暗殺されようとするが、曽仲鳴が代わりに殺害された。
1939年（昭和14年）1月4日、近衛内閣、総辞職。平沼内閣となる。
1939年の作戦としては1月からの重慶爆撃、2月10日の海南島上陸、3月の海州など江蘇省の要所占領、3月27日の南昌攻略などがあったが、戦争は長期化の様相を呈し、泥沼化していった。阿部信行大将も講演で昨年1938年暮れより1939年夏まで「戦さらしい戦さはない」「ただ平らであるが如く、斜めであるが如く、坂道をずるずる引摺られ上って行かなければならぬ」と述べた。
- 4月 - 中国軍、南支で春季反撃作戦。

5月3日 (中攻45機)と4日 (中攻27機)に海軍航空隊が焼夷弾爆撃を実施した。重慶防空司令部の調査によると両日で焼死者3991名、負傷者2323名、損壊建物846棟に達し、英大使館、仏領事館、外国教会にも被害が及んだ。
- 5月初め - 日本軍、襄東作戦。
- 5月7日、板垣陸相は、支那事変が解決されないのはソ連とイギリスの援助によるとして、ドイツとイタリアとの軍事同盟が必要と五相会議で述べた[59]。
- 5月11日、ノモンハン事件勃発（日ソ武力衝突）。
- 6月13日 - ソ連、国民政府に対し1億5000万ドルの借款を供与。

6月14日に日本軍は天津のイギリス租界を封鎖するが、これは4月に発生した臨時政府要人暗殺テロ犯人の引き渡しを租界当局が拒否したからであった。日本とイギリスは7月15日から有田・クレーギー会談を実施、イギリス側は中国における現実の事態を完全に承認し、日本軍が治安維持のために特殊な要求を有することを承認するとした。ただし、これはイギリスの対中政策の変更を意味するものではないとされた。有田・クレーギー協定の締結となる。
- 6月21日 - 日本軍、汕頭占領。

イギリスが日本に一歩後退したのに対してアメリカ合衆国は7月26日、日米通商航海条約の廃棄を突然、日本に通告し、日本側は衝撃をうけた。11月にはグルー駐日アメリカ大使との会談がはじまるが、12月22日、アメリカは中国で日本軍が為替、通貨、貿易など全面的な制限を行っている以上、協定の締結は不可能として拒絶した。
- 8月23日 - 独ソ不可侵条約締結。8月28日、平沼内閣、総辞職、阿部信行内閣となる[59]。
- 9月1日 - 欧州で第二次世界大戦勃発。阿部内閣は不介入を声明する[59]。
- 9月15日 - ノモンハン事件停戦協定成立。
- 9月下旬 - 日本軍、贛湘作戦、（贛は、江西地域のこと）。
- 10月 - 日本軍、翁英作戦。
- 11月7日 - 北支で日本兵捕虜が日本兵士覚醒連盟を結成。
- 11月 - 日本軍、援蔣ルート遮断を目的とする南寧作戦を実施。24日に南寧占領。
- 11月30日 - 日本政府、フランスに仏印経由での援蔣行為の停止を要求。
- 12月 - 中国軍、全戦線で冬季大攻勢を開始。崑崙関の戦い。
- 12月13日 - 日本軍、九宮山作戦。
- 12月 - 日本軍、陸水作戦。
- 12月25日 - 桂林で鹿地亘らが日本人民反戦同盟を結成。

### 汪兆銘南京政府樹立
1939年5月汪兆銘は来日し、1939年6月に平沼内閣は中国新政府樹立方針、汪工作指導要綱を発表、前年11月30日の日支新関係調整方針を和平条件とした。その後、汪兆銘は中国の各地方政府を周り、意向を打診、11月1日、上海で日本と交渉するが、日本の蒙疆、華北に防共駐屯、南京、上海、杭州にも駐屯、揚子江沿岸特定地点にも艦船部隊駐屯提案に対して汪側は太原〜石家荘〜滄州のライン以北に限定するよう日本側に大きく譲歩した上で要求するが、日本側は山東省を加えるよう要求した。12月30日、日華新関係調整要綱が成立。
1940年(昭和15年)1月、阿部内閣から米内内閣に変わった。
1月6日、汪兆銘の腹心高宗武らが上海を脱出し、香港で日本の講和条件を暴露し、汪兆銘は傀儡と訴えた。これによって蔣介石の支持層が拡大した。
- 1月下旬 - 日本軍、賓陽作戦。
- 2月2日 - 日本、衆議院で斎藤隆夫議員が対中国政策を批判（反軍演説。3月7日議員除名）。
- 3月30日 - 汪兆銘、南京で親日政府樹立（中華民国南京国民政府）[60]。

### 三国同盟と英米交渉
1940年5月・6月のドイツ軍による西ヨーロッパの席捲を進撃を背景に日本政府は6月24日、英仏にビルマルートおよび香港経由による援蔣行為の停止を要求した。
5月18日より、日本軍、漢口、運城基地から重慶、成都を空襲する一〇一号作戦が10月26日まで実施された。6月12日には宜昌占領。6月24日から6月29日までは連続して猛爆が行われた 。
- 1940年7月11日、アメリカは日本に対して、武力による領土獲得政策を堅持する諸国と協調するのか、という確認をしたが、米内内閣は答弁することがないまま、陸軍の総意によって[60] 倒壊し、7月21日に第二次近衛内閣が成立する[59]。

7月18日、英国、日本の要求に応じ援蔣ルート（ビルマルート）を閉鎖。
7月26日、基本国策要綱で「皇国の国是は八紘を一宇とする肇国の大精神」が唱えられた。7月27日の大本営では南方問題解決のため武力を用いることが決定された。8月1日、松岡外相は日本満洲シナを一環とする大東亜共栄圏確立という外交方針を発表した。
- 8月20日〜12月5日 - 20万の八路軍が、山西から河北にかけての鉄道、通信網、日本軍警備拠点を一斉攻撃し、大攻勢をかけた百団大戦が展開される[62]。日本軍は不意をつかれ、以後「敵性住民」の死滅も認めた報復攻撃によって八路軍の抗日根拠地の掃討作戦を開始し、中国はこれを三光作戦と呼んだ[62]。この掃討作戦では毒ガスも使用されたといわれ、八路軍の抗日根拠地のなかには人口が3分の2になった地区もあった[62]。
- 1940年9月14日、松岡外相は陸海軍首脳会議において「英米との連携は不可能ではないが、しかしそのためには支那事変を処理しなくてはならず」「残された道は独伊との提携」と主張、陸海首脳はこれに同意した[51]。9月23日、日本軍、北部仏印進駐。9月25日、米国、国民政府に対し2500万ドルの借款を供与。9月27日には日独伊三国同盟が締結される[51]。9月30日、米国、鉄鋼・屑鉄の対日輸出を禁止する法令を発布[51]。日本はこれに抗議したが、ハル国務長官は、アメリカの国防上の判断であるとして抗議を拒絶した[51]。
- 9月末 - 日本陸軍今井武夫大佐らの蔣介石夫人宋美齢の弟宋子良への日中和平工作（桐工作)を行っていたが、進展せず、断念(のちに宋子良を称した人物は偽物で、この和平工作は藍衣社の戴笠の指揮下に行われていたことが分かっている）[51]。

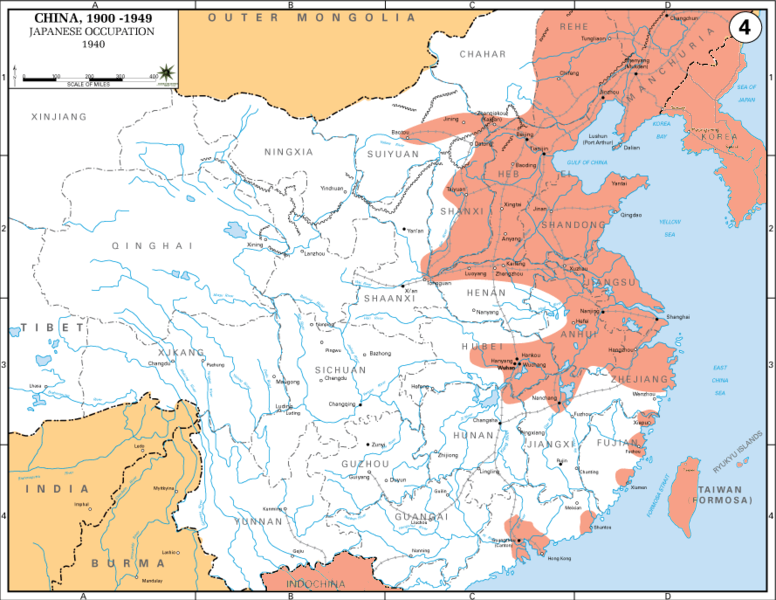
1940年時点の日本軍占領地域(赤色部分)

- 10月4日、イギリスはビルマルート再開を中国側に通知する[51]。同日、日本軍731部隊が衢県において細菌戦を実行したとされる[63]。
- 10月23日、日本首脳会議で英米依存経済から自給圏確立のために南方問題を武力解決する方針が確認された[51]。
- 11月〜12月 - 日本軍、漢水作戦。11月には支那派遣軍の兵力は20個中隊、総計72万8000人であった[51]。11月23日日本は御前会議で支那事変処理要綱を決定、これは1938年11月30日の日支新関係調整方針と比較すると宥和的なものであった[51]。11月30日、日本は汪兆銘南京政府と日華基本条約に調印し日満華共同宣言を発表、南京政府を中国中央政府として正式承認した[51]。米英は即座に汪兆銘政府を否認、米国は国民政府に対して借款の追加供与1億ドル、12月10日には英国も国民政府に一千万ポンドの借款を供与すると発表した[51]。12月11日、ソ連も国民政府に対し1億元の借款を供与（バーター決済）。12月13日、蔣介石はアメリカに航空機5〜10%の提供、日本本土遠距離爆撃のためにB17戦略爆撃機を要請した[51]。
- 12月18日 - 英国、援蔣ルート（ビルマルート）を再開。
- 1941年（昭和16年）1月7日、国民政府の移動命令に応じなかった共産党との間で対立が激化し、国民党軍の包囲作戦によって共産党軍は壊滅的打撃を受けた（皖南事変）[51]。1月25日、蔣介石はスターリンに軍律の問題に過ぎないと答えた[51]。
- 1月〜2月 - 日本軍、予南作戦、3月15日、錦江作戦。
- 4月 - 米国、国民政府に5千万ドル借款成立、中ソ中立条約成立[要出典]。
- 4月13日 - 日ソ中立条約調印。蔣介石は衝撃を受けるが、ソ連は軍事援助はこれまで通り継続するとした[64]。

## アジア太平洋戦争下の中国戦線

### 日米交渉と太平洋戦争（第二次世界大戦）

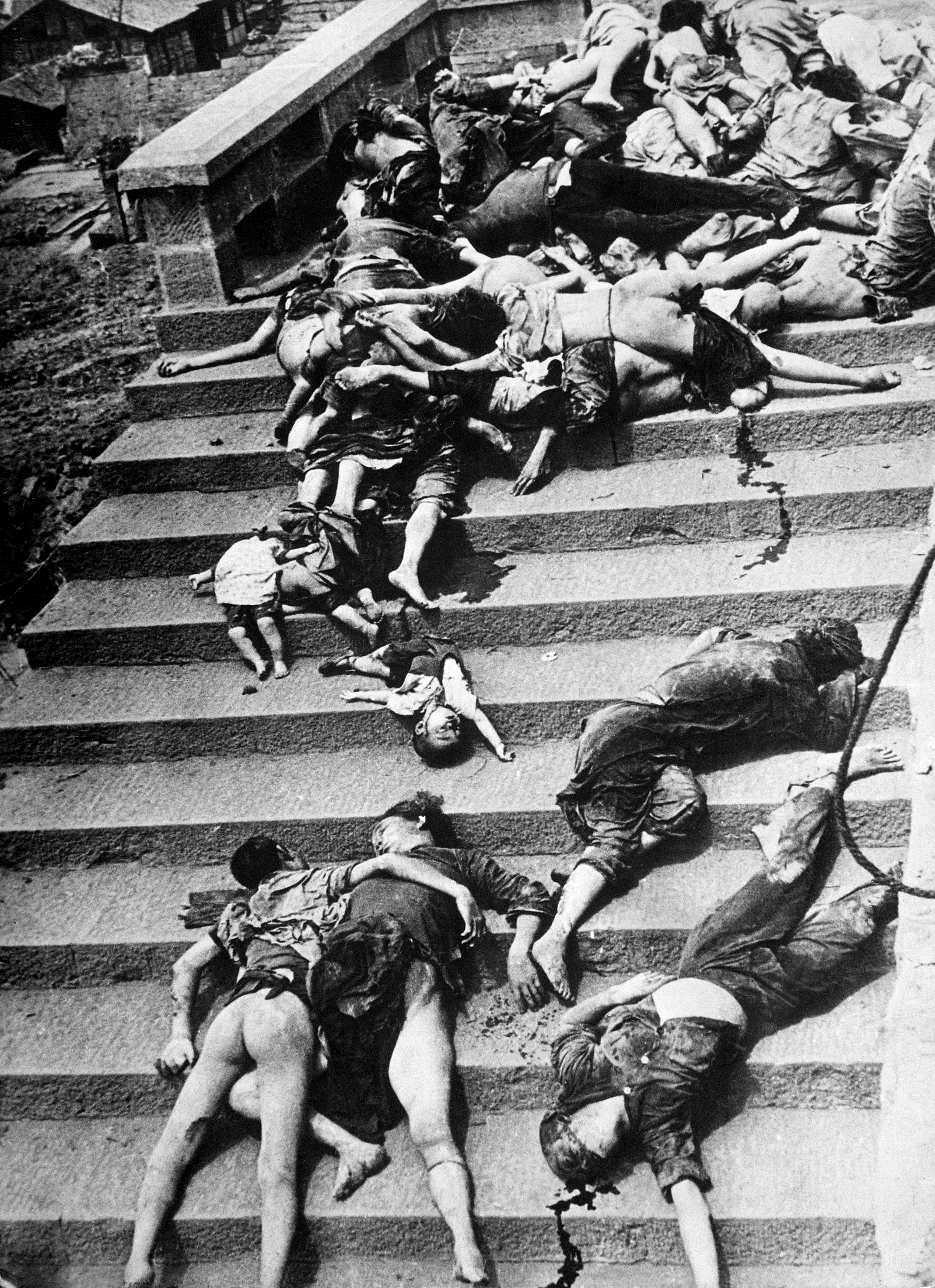
防空壕に戻ろうとして踏みつけられたり、窒息したりして死亡した市民（1941年6月5日、重慶防空壕窒息事件）

1941年4月中旬より、重慶工作の道がないため、日米交渉が開始された。日本は三国同盟3条の日本に参戦義務についてと、アメリカ仲介による日中戦争（支那事変）の解決を要望したが、アメリカは門戸開放、機会均等の無条件適用を提示した。
- 5月 - アメリカ、対中武器貸与法発動。
- 5月 - 日本軍、江北作戦。5月7日〜6月15日 - 北支那方面軍、中原会戦（百号作戦）。5月〜8月末 - 日本軍、再び重慶を大空襲（一〇二号作戦）。8月、遠藤三郎第三飛行団長は重慶爆撃の有効性に疑問を呈し、再検討を要請した[51]。
- 6月 - シンガポールで英・蔣軍事会議。

6月22日、独ソ戦がはじまると、松岡外相は即時対ソ参戦を上奏したが、7月2日の御前会議は独ソ戦不介入を決定、南方進出を強化し、対英米戦を辞せずと決定した。7月7日 - 関東軍特種演習（関東軍、対ソ戦を準備するが8月に断念）。7月10日、アメリカ対案に対して外務省顧問斉藤良衛は、南京政府の取り消し、満洲の中国への返還、日本軍の無条件撤兵などを意味していると解釈、松岡外相もこれに賛同した。7月28日、日本軍、南部仏印進駐を実施、英米は日本資産を凍結した。8月1日 - 米国、対日輸出を大幅に制限。
- 9月5日〜11月6日 - 第一次長沙作戦（加号作戦）。
- 10月 - マニラで英米蘭中の軍事会談。
- 10月16日、近衛内閣総辞職、18日、東条内閣成立[65]。11月1日から翌日午前1時半までの会議で、自存自衛を完し大東亜新秩序を建設するための米英蘭戦争を決意するとともに、対米交渉が12月1日までに成功すれば武力発動を中止するという帝国国策遂行要領が採択された[65]。対米案では甲乙二案が了承され、甲案では、これまでに日中提携が消えて、中国での通商無差別原則の無条件承認を認める譲歩をし、また和平成立後2年で撤兵するとされ、満洲については議題として触れないというものであった[65]。乙案は、南方に限定したもので仏印南部の日本軍の北部移駐、在米資産の凍結復帰などが書かれ、11月7日に甲案が11月20日に乙案がハル国務長官に提示された[65]。
- 11月22日 - 米国務長官ハル、暫定協定案を纏め、ワシントンの英蘭濠中代表に日本の乙案を提示したうえで、南部仏印からの日本軍撤退と対日禁輸の一部解除というアメリカの対案を提示したが、中国の胡適大使はこれでは日本は対中戦争を自由に遂行することが可能だとして強く反対した[65]。11月24日、ハルは英蘭濠中代表の説得を再度行ったが中国側は北部仏印の日本軍25000を5000にするよう求めて譲らなかった[65]。蔣介石はアメリカは中国を犠牲にして日本と妥協しようとしているとして激怒、ラティモアは蔣介石がここまで怒るのははじめてだと米大統領に報告した[65]。さらに蔣介石はスティムソン陸軍長官、ノックス海軍長官にも親書を送り、チャーチルももし中国が崩壊すれば英国も危機に瀕するとしてルーズベルト大統領を説得した[65]。11月26日 - 米国務長官ハルは暫定協定案を放棄し、ハル・ノートを作成。同日野村・来栖両大使へ手交。日本はこれを最後通牒と解し、対米開戦に傾く。
- 12月〜翌年1月 - 第二次長沙作戦。

大東亜戦争(太平洋戦争)開戦
- 12月8日 - 日本、上海で降伏勧告に応じなかったイギリス砲艦ペトレル号を撃沈、華北では天津英仏租界の接収、華南沙面イギリス租界へも進駐、マレー半島上陸、及び真珠湾攻撃。広東第23軍、香港攻略開始（香港の戦い）。こうして第二次世界大戦（大東亜戦争/太平洋戦争）が勃発する。日米開戦のニュースに重慶の国民政府は狂喜した[65]。12月9日 - 中華民国（重慶政府、蔣介石政権）、日独伊に宣戦布告[65]。
- 12月12日 - 日本、対米英戦争を支那事変（対中国戦線）も含めて「大東亜戦争」と呼称することを閣議決定する。同日、スターリンは蔣介石の参戦催促に対して兵力を極東にさくことはできないため対日参戦は考えられないと答えた[65]。
- 12月25日 - 日本軍、香港占領。
- 12月31日、アメリカの要請で蔣介石は中国戦区連合軍総司令官に就任、蔣介石の希望でジョセフ・スティルウェルが中国国民党軍参謀長に就任する[65]。

1942年（昭和17年）1月1日、蔣介石は日本は一時の興奮を得るが、結局は自滅すると語った。
- 1月31日 - 日本軍、ビルマ攻略開始（援蔣ルートの遮断）。
- 3月 - 米国、国民政府に5億ドル借款成立。
- 5月〜9月 - 浙贛作戦（せ号作戦）、浙は浙江省、贛は江西省の旧称。
- 5月末 - 日本軍、ビルマ全域を占領。
- 10月 - 英米、中国における治外法権を撤廃（不平等条約の廃止）。

1943年（昭和18年）
- 1月 - 延安で「日本人解放連盟」成立、前線の日本兵へ投降の呼びかけ。
- 1月9日 - 日本・南京国民政府（汪兆銘政権）は、日華共同声明を発表。汪兆銘政権、米英に宣戦布告。日華協定を締結（日本の南京政府への租界返還・治外法権撤廃など）。
- 1月11日 - 国民政府、英米両国と治外法権撤廃についての条約を締結。
- 1月14日 - イタリア、南京政府に対し租界返還・治外法権撤廃を通告。
- 2月21日 - 日本軍、フランス（ヴィシー政府）側の了解（広州湾共同防衛協議）を得て、広州湾のフランス租界（広州湾租借地）に進駐。
- 2月〜3月 - 江北殲滅作戦、江北は武漢の西方、揚子江の北側。
- 5月〜6月 - 江南殲滅作戦。
- 10月30日 - 日本・南京政府が新たな同盟条約に調印。
- 11月〜翌年1月 - 常徳殲滅作戦、常徳は武漢の南西。
- 11月22日〜11月26日 - カイロで英米中首脳会談（カイロ会談）。
- 11月25日 - 台湾を米中連合航空隊が空襲（新竹空襲）。

1944年（昭和19年）

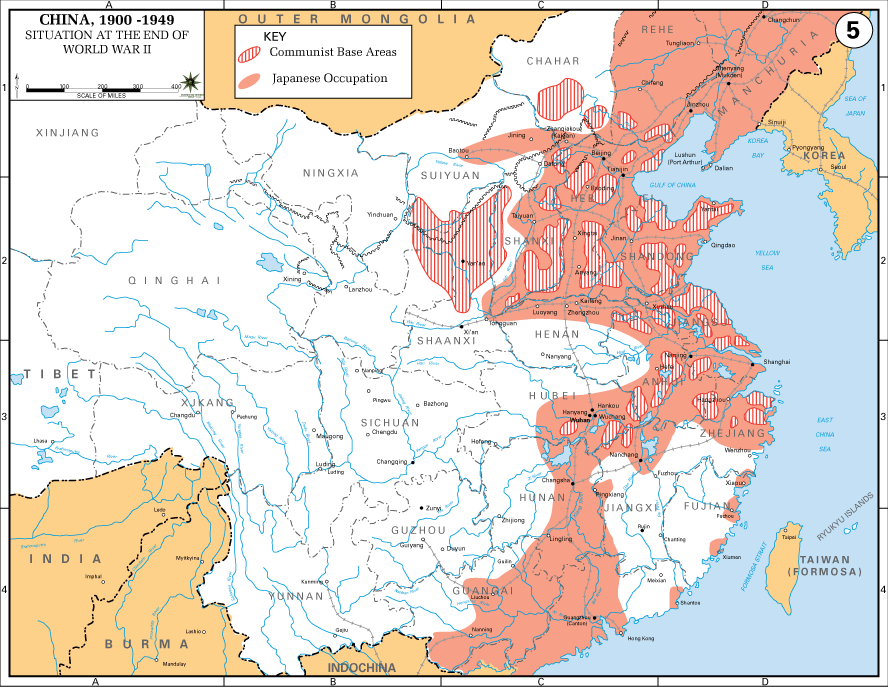
大陸打通作戦後の日本軍占領地域(赤部分)、及び中国共産党ゲリラの拠点地域(ストライプ部分)

- 3月25日 - 日本軍、黄河鉄橋の修理完了。
- 4月〜翌年1月 - 大陸打通作戦（1号作戦）、前半が京漢作戦（コ号作戦）、後半が湘桂作戦（ト号作戦）。

日本軍、4月19日に鄭州を占領、5月25日には 洛陽を占領。京漢作戦が成功。
- 6月2日〜9月14日 - 拉孟・騰越の戦いにおいて日本軍守備隊の玉砕。同地の失陥によって援蔣ルート（ビルマルート）再開。
- 6月16日 - 成都を基地とするアメリカ軍B-29爆撃機が、日本本土を空襲開始（八幡空襲）。
- 6月18日 - 日本軍、長沙を攻略。
- 7月2日 - インパール作戦の失敗により、援蔣ルート遮断の継続を目的とする断作戦を新たに発令。
- 7月7日 - サイパン陥落。アメリカ軍は成都に替わるB-29による日本本土爆撃拠点を確保。
- 11月10日 - 汪兆銘が客死。

1945年（昭和20年）
- 1月 - 新たな援蔣ルートであるレド公路が開通。
- 1月7日 - 成都から出撃したB-29爆撃機が大村を空襲。これを最後に成都からの日本本土空襲は打ち切り。
- 2月4日〜2月11日 - ヤルタ会談での戦後処理議題で蔣介石は満洲支配の権益をソ連に譲ることを約束。
- 3月3日〜4月11日 - 老河口作戦。日本軍が老河口飛行場を占領。
- 4月15日〜5月9日 - 芷江作戦（二〇号作戦）。中国軍の反撃を受けた日本軍は芷江飛行場の手前、白馬山付近までしか進めず死傷2万8000の損害を被って敗退。
- 5月25日 - 日本軍、南寧を放棄
- 8月6日、8月9日 - アメリカ、広島・長崎へ原子爆弾を投下。（日本への原子爆弾投下）
- 8月8日 - ソ連、日ソ中立条約を破棄し、満洲国・朝鮮半島に侵攻。
- 8月14日 - 葛根廟事件（ソ連軍、日本人避難民を虐殺）[66][67]、ポツダム宣言受諾。
- 8月15日 - 日本、連合国に対しポツダム宣言の受諾を正式に表明。（日本の降伏）
- 8月17日 - 満洲国皇帝溥儀が退位宣言。満洲国が消滅。
- 9月2日 - 日本、連合国、米戦艦ミズーリ号にて降伏文書に調印。
- 9月9日 - 南京にて連合国主催の調印式が行われ、支那派遣軍総司令官岡村寧次大将、中華民国陸軍総司令何応欽、降伏文書に調印。

## 登場勢力の立場と目的
大日本帝国
満洲国独立によって日中は安定し、東アジアの平和秩序が図られるとした(天羽声明)。また、日中戦争（支那事変）は明確な開戦決意でなく偶発的に開戦したため戦争目的を確立するまでに時間がかかった。そのため、対英米蘭戦の大東亜戦争(日中戦争（支那事変）および太平洋戦争)の際には開戦目的が明確化され、日本側の戦争目的は「自存自衛」と「（西洋帝国主義からの）アジア解放」を柱とした。東亜新秩序・大東亜共栄圏の確立によってアジア解放は実現されると主張された。日本軍は中国軍の戦意を過小評価し、短期間で戦争が終結すると考えていたが、12月の首都南京陥落後も、国民政府は首都を内陸部の重慶に移して徹底抗戦の構えを見せ、戦争は長期化の兆候を示し始めた。これに対して、不拡大派の石原莞爾作戦部長はソビエト連邦への警戒を第一とし中国での戦争を拡大するべきでないと主張。戦争の早期終結を目指す参謀本部も長期化に反対の姿勢を見せた。駐華ドイツ大使トラウトマンによる和平工作も模索され、蔣介石も一時講和に前向きな姿勢を見せたものの、南京陥落で強硬姿勢に転じた近衛内閣が和平条件の要求を過重なものにしたため、蔣介石は態度を硬化させることとなった。大本営政府連絡会議の中で、参謀本部は近衛内閣政府の和平交渉打切り案に激しく反対したが、米内海相などからの戦時中に内閣退陣を起すことを避けるべしとの意見に折れた。近衛内閣は蔣介石との和平交渉を打ち切り、「帝國政府は爾後国民政府を対手とせず」との声明を出す一方、蔣介石と対立する汪兆銘と講和することで問題解決を図ろうとした。その後、戦争終結のため援蔣ルートの遮断を狙い、ヴィシー政権のフランスと合意の上、フランス領インドシナへと進駐したが、このことが東南アジアを植民地にしていたアメリカやイギリス、オランダなどを刺激することとなり、アメリカは経済制裁を発動し、太平洋戦争（大東亜戦争）に至る。
 満洲国
ソビエト連邦と対峙する関東軍の後方支援に終始し、蔣介石中華民国政府とはほとんど交戦しなかった。
 蒙古聯合自治政府
盧溝橋事件勃発後、内蒙古へ本格出兵した日本軍に応じる形で1937年に樹立された蒙古連盟・察南・晋北の3自治政府を、1939年に統合して蒙古連合自治政府が樹立された。名目としては汪兆銘中華民国南京国民政府下の自治政府という位置づけだった。
 冀東防共自治政府
1935年から1938年まで殷汝耕によって河北省に存在した地方政権。中華民国臨時政府に合流。
中華民国臨時政府 (北京)
1937年から1940年まで王克敏を首脳として北京に存在した。日本に同調し、日本の傀儡政権ともいわれた。汪兆銘政権（南京政府）が成立すると華北政務委員会となった。
中華民国維新政府
1938年から1940年まで南京に存在した。日本の傀儡政権。汪兆銘政権（南京政府）へ編入。
 中華民国 (汪兆銘政権)
日本との徹底抗戦を主張する蔣介石に対して、当時の日本の首相近衛文麿は「帝国政府は爾後国民政府を対手とせず」「新興支那政権の成立発展を期待する」との近衛声明を出し、自ら和平の道を閉ざした。その後、蔣介石に代わる新たな交渉相手として国民党No.2である汪兆銘による中国国民党政権を樹立させた。汪は蔣介石の督戦隊戦法やゲリラ戦術、清野戦術などの中国民衆を巻き込んだ戦法に強い反発と孫文による「日中戦うべからず」の遺訓から「一面抵抗、一面交渉」の基本姿勢のもと、反共・和平解決を掲げ、1938年に蔣介石の中華民国政府から離反した。汪は日本の力を背景として北平の中華民国臨時政府や南京の中華民国維新政府などを集結して、1940年に蔣介石とは別個の国民政府を設立したが、蔣介石の国民政府から汪兆銘に追随するものがいなかった上、北支・中支などの一部の軍閥を除き、中国各地を支配していた多くの諸軍閥に支持されず、国際的な承認も得られなかった。主に共産党軍を相手に戦った。
 中華民国（蔣介石政権）
孫文死後、国内は再び分裂状態となり、国民党右派の中心人物である蔣介石率いる国民革命軍と影響力を強める中国国民党などの間で内戦が繰り広げられた。1927年（昭和2年）蔣は北伐で大敗し最大の危機を迎えると恩人である松井石根を通じ時の田中義一首相と会談し、蒙古・満洲問題を引き換えに日本から北伐の援助を引き出し、張作霖を満洲に引き上げさせることに成功した。この際、張作霖が関東軍に謀殺され、張学良は国民党に合流。1931年（昭和6年）満洲事変が発生した。1932年（昭和7年）汪兆銘と蔣介石の見方が一致すると両者は協力して南京で国民政府を組織する。1933年（昭和8年）には日本との間で塘沽停戦協定が締結されると1935年（昭和10年）、広田弘毅外相が議会姿勢演説で「日中双方の不脅威・不侵略」を強調、日本はアジアの諸国と共に東洋平和および、秩序維持の重責を分担すると発言。汪兆銘と蔣の指導する中華民国はこれを受け入れ、反日感情を戒め、日中和平路線が着々と進められたが、中国共産党などは一部はこれを喜ばず、1935年11月、国民党六中全国大会中に汪はカメラマンに扮した中国共産党の刺客から狙撃され負傷、療養のためヨーロッパへ渡航。1936年には日本に強い不信を持っていた張学良は西安事件を起こして蔣に対共姿勢から対日姿勢への改心を求め中国国民党と中国共産党の間で第二次国共合作が成立した。蔣は当時北支に駐屯していた日本軍との間で起きた盧溝橋事件を発端に「最後の関頭」演説を宣言、中国国内では国民党勢力下の兵士や市民が抗日事件を起こし一層日中関係は逼迫した。郎坊事件、広安門事件などの紛争をきっかけに戦火は各地に飛び火し、中国全土で国民革命軍の存亡をかけた徹底抗戦（ゲリラ戦）が展開された。装備などの面で劣勢にあった国民革命軍は国民党中央宣伝部国際宣伝処 を組織し謀略をして国際世論を味方につけてアメリカ合衆国から支援（援蔣ルート等）を引き出した。1941年(昭和16年)11月、アメリカ合衆国は日本に仏印兵力の現状維持を含む暫定協定を提示する意向であったが、半ば見捨てられる形となった蔣は、英首相ウィンストン・チャーチルのコネクションを通じて抗議した。これが一因となり暫定協定は撤回され、ハル・ノートが通告され、太平洋戦争（大東亜戦争）に至る。
 中国共産党(八路軍、新四軍)
蔣介石国民党政府以前の1932年に中華ソビエト共和国として日本に宣戦布告を行ったが、当時は主権国家としての規模はなく、また日本よりも前に国民党を打倒しなければならないとしていた。国民党とは国共内戦を戦っていたが第二次国共合作によって共産党支配地区はソビエト（蘇維埃）区から辺区へと改名し、共産党軍は労農（工農）紅軍から国民党八路軍、新四軍として蔣介石政権とともに抗日戦争、日本帝国主義と戦うとした。
 アメリカ合衆国
日中戦争（支那事変）勃発当初はアジアで膨張を続ける日本に対する牽制を狙い、援蔣ルートを通じて中華民国に武器をはじめとする軍事物資と人材（訓練教官の派遣など）を提供。アメリカ合衆国議会は戦争状態にある国への武器輸出を禁じる中立法を維持していたが、日中戦争（支那事変）の勃発により、ルーズベルト大統領はイギリス国籍の船がアメリカ製の武器を中国へ輸送することを許可した。日本も石油をアメリカに大きく依存しており日中共に米国に依存しなければ戦争継続は困難であった。その後、仏印進駐を機に対日石油輸出を停止し、ABCD包囲網、ハル・ノートが通告を経て真珠湾攻撃によって太平洋戦争（大東亜戦争）が勃発すると本格的に日本と戦争関係となる。
 ソビエト連邦
公式にソ連軍が参戦するのは太平洋戦争（大東亜戦争）末期の1945年8月8日だが、すでに1920年代より中国で共産勢力を拡大するため紅軍ら共産主義勢力にたいして長期間にわたり支援を行い、また国共合作が成立してからは対日戦線を全面的に支援、張鼓峰事件やノモンハン事件では関東軍と交戦している。なお、日本は日ソ中立条約を締結していたソ連を通じ連合国との講和を目指したが、ソ連対日参戦により破綻した。
 ドイツ国
第一次世界大戦の際に日本が東アジア・太平洋地域におけるドイツの権益を奪取したという事実とプロイセン（ドイツ皇帝ヴィルヘルム2世）時代の黄禍論主義思想が対日政策に影響を及ぼしていた。1935年より中華民国に対して在華ドイツ軍事顧問団を派遣し陣地構築の指導、軍事訓練や武器の輸出を行った(中独合作)。一方、1936年には日独防共協定を締結するなど、日本にも接近しつつあった。1937年に勃発した第2次上海事変の際には、ヒトラー承認済のもと、蔣介石の軍事顧問を務めたファルケンハウゼンが直接作戦指導にあたっている。日中間の和平交渉を仲介(トラウトマン工作)するが、交渉は決裂。軍事顧問団を引き上げることになる。日本は日独関係の悪化を憂慮し、鹵獲したドイツ製の武器を「ソ連製または某国製」と偽って公表した。
 イギリス
基本的にアメリカ寄りの政策を取ったが日本側の要請で援蒋ルートを一時閉鎖する などの独自路線も取った。
 タイ
日本の同盟国としてタイ国外征軍、通称パヤップ軍を滇緬国境方面に派遣した。
 オランダ
中立国だったが第二次世界大戦を受け米英に接近し日本と対立日蘭会商の決裂により完全な敵対関係に、アメリカ主導のABCD包囲網にも参加し蘭印作戦により日本と戦争状態になる。

## 参戦勢力の概要
日本軍
軍装・装備
戦法・戦術
華北の共産党勢力下における治安戦において徹底的な掃討作戦を実施したと言われる。
参加部隊
支那駐屯軍(盧溝橋事件後の1937年7月11日に関東軍独立混成第11旅団・独立混成第1旅団の二個旅団・朝鮮軍第20師団が編入。1937年8月31日支那駐屯軍は廃止され、北支那方面軍第1軍・第2軍へ編成。
上海海軍特別陸戦隊
中国国民革命軍・中国共産党軍
兵力
国民革命軍:1937年時点で198師団、総兵力225万人。
中国共産党軍:1937年時点で総兵力20万人。
戦法・戦術
日本の中国進出に対して国際社会の干渉を生じさせる「遠くの敵を近くの敵にけしかける」「蛮族を制するに蛮族をもってする」という中国伝統の戦術によってソ連やアメリカ合衆国の支援をとりつけた。
国民党軍では赤軍の手法を模倣し、督戦隊制度を導入した。また、兵士には戦争目的の認識や士気が低かったことから兵士の戦闘意欲高揚と戦線離脱防止を目的として、トーチカを守備する兵士や民間人（民兵）の足に鎖をつけ、後方から督戦隊を配置して逃亡を防ぎ、最後まで交戦をさせた。当時、中国では分裂国家で統一国家ではなく、日本のような教育や軍事教練なども十分に行われなかったこともあり、中国共産党軍は便衣兵・ゲリラ戦による奇襲攻撃を主な戦法とした。
参加部隊
戦闘序列については以下を参照
国民革命軍戦闘序列 (1937年)
国民革命軍戦闘序列 (1938年)
国民革命軍戦闘序列 (1939年)
国民革命軍戦闘序列 (1944年)
中国住民の徴発
日中戦争（支那事変）期間中に国民政府が徴発した兵士の総数は約1405万人である。動員を可能にすべく1936年から開始された義務兵役制度は、容易に軌道に乗ることはなく、当初は、名は徴兵であるが、実際は募兵と拉致であったとされる。拉致被害者で目立つのは、他地域の住民や旅行中の行商人、糧食などの運搬労働者であり、博徒や乞食なども含まれていた。
皇協軍
軍装・装備
戦法・戦術
主に共産党勢力と交戦。
参加部隊
和平建国軍
満洲国軍
内蒙軍
華北治安軍
ソ連軍
軍装・装備
戦法・戦術
参加部隊
ソ連空軍志願隊
イギリス軍・アメリカ軍
軍装・装備
戦法・戦術
参加部隊
アメリカ合衆国義勇軍(AVG)

## 被害
日本軍の犠牲者数
- 総計44万6500人(陸軍38万4900人、海軍7600人、終戦後の死亡5万4000人)[78]——70万人とも[79]。また関東軍はソ連軍に降伏し、60万がシベリアなどに抑留、6万人が犠牲になった[78]。

中国の犠牲者数
| 発表年 | 死傷人数              | 調査・出典                       | 補足                                             |
| 1946年 | 軍人作戰死亡132万8501 | 中華民國國防部・発表             | 国民革命軍のみ                                   |
| 1947年 | 平民死亡439万7504     | 中華民國行政院賠償委員會         | 國民黨統治區                                     |
| 1947年 | 軍民死傷1278万4974    | 中華民國行政院賠償委員會         | 國民黨統治區·軍人死傷365萬0405·平民死傷913萬4569 |
| 1985年 | 軍民死亡2100万        | 共産党政権発表（抗日勝利40周年） |                                                  |
| 1995年 | 軍民死傷約3500万      | 江沢民発表                       | 江沢民、纪念抗日战争胜利五十周年大会上的讲话     |

上記の表で中国側の犠牲者が132万とあるが、この数字は中国国民革命軍のみの数である。当時の中国大陸では、日本軍・南京中華民国政府軍・蔣介石国民革命軍・共産党軍（現:中国人民解放軍の前身）・その他馬賊や抗日武装勢力など複数の勢力が、割拠する地域で、日中戦争（支那事変）中には主に2つの勢力に分かれて戦争を行っていた。また国共内戦は国共合作以降も断続しており、第二次世界大戦後には再開している。中国の民衆は戦争に翻弄され、農業や商業、工業、運輸などの生活基盤を破壊されると共に各勢力の戦闘やゲリラ戦に巻き込まれ命を落としたり、戦闘継続の中、日本軍のみならず自国民たる各勢力に食糧を徴発されたことや焦土作戦の影響で飢餓に陥る人も大勢いた。また日本人をはじめ在留外国人も戦闘に巻き込まれた。(中国空軍の上海爆撃 (1937年)を参照)。

以下、各犠牲者数について注釈する。
- 終戦時132万人
  - 【国民政府統計】中華民国軍令部統計：中華民国「陸軍」戦争犠牲者131万9958人[82][84]
  - 【国民政府統計】1946年中華民国国防部初歩調査にある（1947年5月中華民国行政院賠償委員会引用）,「軍人戦死者数132万8501人」は「中華民国国軍」のみで、民間人または共産党軍隊の死亡者、病死者、徴兵時に失った国軍数等は含まれていない[85]。
- 1948年438万人
  - 【国民政府統計】439万7504人。1947年中華民国行政院賠償委員会の「民間人死亡者数」に関した統計に近い[85]。これは「国民党統治区域」に限っての初歩調査に浮かんだ民間人死亡者数であり、共産党統治区域の一般人死亡者数は含まれていないと思われる[82]。
- 1950年1000万人
  - 【共産党発表】蔣介石が1947年に言った「軍民犠牲者一千万人」が始まりで、概数である[82]。
  - 【国民政府統計】1947年5月中華民国行政院賠償委員会によると、軍人死傷者365万0405、一般人死傷者913万4569。ただし共産党軍と共産党根拠地の数字は含まれていないと思われる。
- 1985年2100万人
  - 【共産党発表】原文は発見されていない。おそらく「全国軍民死亡」者数を指すであろう。軍隊戦死者100万余り、民間人約2000万。詳細は次に述べる。
- 1995年3500万人
  - 【中国共産党中央委員会総書記江沢民発言】[86]「犠牲者数」ではなく、「死傷人数」をさす。数字の初めの出所は中国の軍事科学院軍事歴史研究部の研究である。1995年出版の『中国抗日戦争史』の概算統計によると、抗日戦争期間中の中国軍隊死傷者380万人余、中国人民犠牲者2000万人余、中国軍民死傷者総数が3500万人以上に達した[87]。

## 国共内戦
太平洋戦争（大東亜戦争）および日中戦争（支那事変）の終結前後に、蔣介石率いる中国国民革命軍と毛沢東率いる中国共産党軍の間で国共内戦の再開が中国国内で懸念されると同時に1945年9月からは上党戦役など内戦がはじまった。アメリカも中国内戦を阻止するために介入し、重慶会談をはじめ様々な交渉が持たれるが、1946年6月に、蔣介石率いる国民革命軍が全面侵攻命令を発した。1949年から1950年にかけて、中国共産党軍が国民党軍を破り、蔣介石らは台湾へ逃れ、中華人民共和国が成立した。

## 残留日本兵と残留日本人
国民党の蔣介石は「徳を以て怨みに報いる」として、終戦直後の日本人居留民らに対して報復的な態度を禁じたうえで送還政策をとった。
日本降伏と日本軍武装解除後に開始された国共内戦時には、中国大陸に残留して八路軍への入隊を希望する日本軍人も少なくなかった。当時の八路軍はその軍紀（三大紀律八項注意）遵守が評判になっており、また日本人捕虜を厚遇して寛大に扱っていたという伝聞もあったので、八路軍に好意的な感情を持つ日本軍将兵も少なからずいた。支那派遣軍勤務だった昭和天皇の弟三笠宮崇仁親王も八路軍の軍紀に魅了されていた。これはソ連の赤軍との大きな違いであった。特殊技能を持つ日本軍将兵（航空機・戦車等の機動兵器、医療関係）の中には長期の残留を求められて帰国が遅れた者もいた（気象台勤務であった作家の新田次郎など）。また、聶栄臻のように戦災で親を亡くした日本人の姉妹に自ら直筆の手紙を持たせて日本へと送るよう配慮した人物もいた。

## 戦後処理と戦争賠償

### 中華民国軍の四国占領計画
終戦後、日本はポツダム宣言により連合軍に占領される事となった。それに関し当初は日本と交戦した主要な連合国であるアメリカ・イギリス・中国・ソ連によって分割統治されるとされていた。その中で四国は日中戦争（支那事変）で戦った国民革命軍の統治領域とされ、三重県を除く近畿地方と福井県は中国とアメリカの共同統治、そして東京都区部は上記4か国の共同統治とする計画であった。しかし後に中国国内で政権を持っていた国民党とゲリラ戦を展開していた共産党の間で国共内戦が勃発した事で中国軍は日本占領どころではなくなり計画は破綻。日本は事実上アメリカ軍による単独占領となり、中国やソ連、フランス、オランダなどその他の連合国は日本に駐在武官を派遣するにとどまった。なお、当初の日本分割占領計画が決定され、中国が四国を統治することが決まった時には多くの中国兵たちがこれを喜び、日本に上陸したときにどうするかを話し合ったという。

### サンフランシスコ平和条約
朝鮮戦争中の1951年9月8日にサンフランシスコで調印された日本国との平和条約（サンフランシスコ平和条約）で連合国は全ての賠償請求権を放棄するとされた。しかし、国共内戦の敗北によって蔣介石ら中華民国国民党は1949年12月に台湾に移転し、同時に中国共産党が中華人民共和国の建国を宣言しており、二国に分かれていた両国は、アメリカが中華民国を、イギリスが中華人民共和国を別々に承認することもあって、不参加となった。また日本は平和条約にしたがって連合国に以下賠償した。
- フィリピンに5億5千万ドル
- ベトナムに3900万ドル相当の役務と生産物
- 連合国領域内の約40億ドル（日本円で1兆4400億円、昭和26年での一般会計歳入は約8954億円）の日本人資産は連合国に没収され、収益は各国国民に分配。
- 中立国および連合国の敵国にある財産と等価の資金として450万ポンドを赤十字国際委員会に引き渡し、14国合計20万人の日本軍元捕虜に分配。
- 日本財産は朝鮮702億5600万円、台湾425億4200万円、中華民国東北1465億3200万円、華北554億3700万円、華中華南が367億1800万円、その他樺太、南洋など280億1400万円、合計3794億9900万円が連合国に引き渡された。

1945年8月5日の外務省調査では日本の在中華圏資産は、中華民国921億5500万円、満洲1465億3200万円、台湾425億4200万円で合計2812億2900万円で、これは現在の価値で56兆2458億円となる（企業物価指数戦前基準）。
このように連合国国内のみならず、中国、台湾、朝鮮にあった一般国民の在外資産まで接収され、さらに中立国にあった日本国民の財産までもが賠償の原資とされた「過酷な負担の見返り」として、請求権が放棄された。

### 日華平和条約 (1952)
サンフランシスコ平和条約締結の翌年、1952年4月28日には台北で日華平和条約が調印され、中華民国は日本への賠償請求を放棄した。交換公文では「中華民国政府の支配下に現にあり、又は今後入るすべての領域」が適用範囲とされた。

### 日中共同声明 (1972)
1971年10月25日、国連でアルバニア決議が採択され、中華民国が中国の代表権を喪失するとともに常任理事国の地位をはく奪され、中華人民共和国が中国の代表権を得た。1972年2月にニクソン大統領の中国訪問が実現し米中が接近するのと並行して日中国交正常化も進展し、1972年9月には日中共同声明が周恩来国務院総理と田中角栄内閣総理大臣によって調印された。声明第五項では「中華人民共和国政府は、中日両国国民の友好のために、日本国に対する戦争賠償の請求を放棄することを宣言する（The Government of the People's Republic of China declares that in the interest of the friendship between the Chinese and the Japanese peoples, it renounces its demand for war reparation from Japan.）」として、中華人民共和国は対日戦争賠償請求を放棄すると宣言された。1978年8月12日には、日中共同声明を踏まえて、日中平和友好条約が締結され、第1条では「主権及び領土保全の相互尊重、相互不可侵、内政に対する相互不干渉」が、第2条ではアジア・太平洋地域他の地域で覇権を求めないと規定された。なお1979年には米中が国交正常化した。
日本は中華人民共和国に対し政府開発援助（ODA）を実施し、1979年から2013年度までに有償資金協力（円借款）約3兆3,164億円、無償資金協力を1,572億円、技術協力を1,817億円、総額約3兆6,553億円のODAを実施した。廃止の方向にあるODAに変わって、財務省影響下のアジア開発銀行が肩代わりして迂回融資を行い、1年あたりの援助金額は円借款の2倍であり、アジア開発銀行から中国への援助総額は日本円で2兆8000億円に上っており、「日本の対中国ODAは3兆円ではなく6兆円。3兆円は日本政府から中国政府に直接援助した金額。アジア開発銀行等の迂回融資分をあわせると6兆円」という主張がある。
日本政府はこれら三つの条約および声明（サンフランシスコ平和条約第14条b、日華平和条約第11条、日中共同声明第5項）によって、日中間における請求権は、個人の請求権の問題も含めて消滅したと認識している。江沢民も1992年4月1日、日本の侵略戦争については真実を求めて厳粛に対処するが、日中共同声明の立場は変わらないと発言している。
また華人労務者への個人賠償が争われた西松建設会社事件での最高裁判決(2007年4月27日)では、サンフランシスコ平和条約は、個人の請求権を含めて、戦争中に生じたすべての請求権を放棄した。また日中共同声明も同様であるとされた。また、重慶爆撃訴訟の東京地裁判決(2015年2月25日)では、国際法の法主体は国家であって個人ではない。また国家でさえ、戦争被害については、国家責任を規定する国際法だけでは賠償を受けることができず、賠償に関する国家間の外交交渉によって合意される必要があるとし、個人の戦争被害については国家間での処理が原則とした。またハーグ陸戦条約第3条も国家間の賠償責任を規定するもので、個人に賠償請求権を付与するものではない、と判決した。

## 評価

### 政府
- 1984年2月18日、中曽根康弘首相（当時）は、衆議院予算委員会において、日中戦争について「侵略戦争だった」との認識を示した[106][107]。

### その他
- 当時[いつ?]関東軍参謀だった瀬島龍三は、「満洲を建国したことで朝鮮半島が安定したが、満洲国が建国したばかりで不安定だったことから満洲の安定を図るために満洲と中国の国境ラインに軍隊を移駐したところで中国勢力と衝突した」と戦後の談話で述べた[108]。
- 南京戦陥落直後の1937年12月19日に読売新聞は「日本は初めこの事変をこうまで拡大する意志はなかった。支那に引張られてやむを得ず、上海から南京まで行かざるを得なかった」として、事変の序幕は西安事件で蔣介石が共産党と妥協させられてからで、それ以降は「共産党戦術」が著しく、「支那と日本と大戦争をやらすのが共産党の利益であると打算しているようであった」と報道した[109]。
- また同月に報知新聞も西安事件以来南京政府は大きく変化し、「政治的には国共合作後の共産党的圧力、経済的には在支権益を確保せんとするイギリス資本の掩護、思想的にはソヴィエト流の抗日救国の情熱、それ等が決河の勢いをなして北支に逆流し、ついには上海における計画的挑戦の暴露となり、戦局の急速なる拡大となってしまった 」とし、「今度の事変が決して支那と日本との問題でなく実に支那を舞台とするイギリスとソヴィエトの動きを除いては事変そのものすら考え得られないということも次第に明かとなり、東洋における防共と反英運動とが新らしい政治的課題として登場して来た」と回顧した[110]。また、イギリスは表面は不干渉を表明したが、南京政府への支援を続け、さらに米国を巻き込むことに成功したと報じた[111]。
- 田母神俊雄(当時航空幕僚長)は、日本は国際法上合法的に中国大陸に権益を得て比較的穏健な内地化を進めようとしていたが、コミンテルンの工作によって蔣介石の国民党や中国共産党からの度重なるテロ行為に干渉され、またベノナファイルで明かになったように中国と同じくコミンテルンの工作を受けたアメリカに介入され、結果的に日中戦争（支那事変）に引きずり込まれることとなったと論じた[112]。しかし、政府と防衛省幹部が内容に問題にあるとして田母神は浜田靖一防衛大臣から更迭された（田母神論文問題)[113]。小堀桂一郎、中西輝政、西尾幹二などは田母神論文の内容を支持し[114]、森本敏、小林節、纐纈厚、笠原十九司、水島朝穂らは論文を批判した[115][116]。
- 参政党の神谷宗幣代表（参議院議員）は、2025年7月、参議院選挙における街頭演説で、日中戦争について「（日本は）中国大陸の土地なんか求めてないわけですよ。日本軍が中国大陸に侵略していったのはうそです。違います。中国側がテロ工作をしてくるから、自衛戦争としてどんどんどんどん行くわけですよ」と主張した[117]。

## 関連作品

### テレビ番組
- NHKスペシャル「日中戦争　なぜ戦争は拡大したのか」（2006年8月13日、NHK）[118]